# 圣利宰涅站
圣利宰涅站，是法国的一个铁路车站，位于法国安德尔省境内的圣利宰涅。

## 位置
圣利宰涅站位于圣利宰涅的东部，距离市中心大约1公里。车站大致呈走向南北，开口朝西。

## 车站历史
圣利宰涅站建于1852年，和奥尔良－蒙托邦铁路一道投入使用。
二战期间，圣利宰涅站的主站房被摧毁，后未恢复重建。
2013年，圣利宰涅站北侧的原车站附属建筑被以1.3万欧元的价格卖给了私人。

## 车站现状
圣利宰涅站是一个无人看守的乘降所，没有任何的售票服务及设施，乘客必须上车购票或使用通勤卡。
圣利宰涅站没有地下通道或天桥，前往下行方向站台的乘客需要横穿正线，因此该站存在一定的安全隐患。
由于圣利宰涅站距离圣利宰涅镇中心较远，且圣利宰涅本身人口较少，因此使用该站的人不多。

## 停靠线路
以下列车线路在圣利宰涅站停靠：
| 圣利宰涅站列车线路表             |      |        |        |                 |
| 线路                             | 车种 | 上一站 | 下一站 | 大致运行频率    |
| 奥尔良—沙托鲁/克勒兹河畔阿尔让通 | TER  | 赫伊   | 伊苏丹 | 每天2趟左右     |
| 维耶尔宗→利摩日                  | TER  | 赫伊   | 伊苏丹 | 每天1趟（单程） |
| 1. 2.                            |      |        |        |                 |

## 配套交通

### 城际客运
| 停靠圣利宰涅的大巴车 |              | |
| 上下车地点           | 运营单位     | 主要线路及目的地                                                                                   |
| 圣利宰涅镇中心       | SNCF Car TER | - 1.3线：维耶尔宗、赫伊、伊苏丹 - 当铁路线施工或罢工时，SNCF可能也会提供途径该线路沿途站点的大巴车 |
| 1. 2. 3. 4.          |              | |

### 市区交通
圣利宰涅站暂无常规市区交通路线。

## 临近车站
| 圣利宰涅站（Gare de Sainte-Lizaigne） |                            |                |
| 上行车站                              | 线路                       | 下行车站       |
| 赫伊站 9.8km ←                        | POLT（奥尔良－蒙托邦铁路） | 伊苏丹站 → 7km |